# Wärgistalbach
Der Wärgistalbach (mundartlich und deshalb auf der neueren Landeskarte der Schweiz Wärgischtalbach) ist ein etwas über sieben Kilometer langer Wildbach im Berner Oberland und ein linker Zufluss der Schwarzen Lütschine. Er entwässert ein Berggebiet in der Gemeinde Grindelwald am Fuss der Eiger-Nordwand.

## Geographie

### Verlauf
Der Wärgistalbach entspringt im hoch gelegenen schmalen Tal Inberg zwischen den Bergen Lauberhorn und Tschuggen im Südwesten des Gemeindegebiets von Grindelwald auf der Höhe von 2230 m ü. M. Er fliesst zunächst gegen Südosten durch steil abfallende Alpweiden neben dem Passübergang Kleine Scheidegg zur Alpsiedlung Bustiglen hinunter. Im Gebiet Arvengarten, wo er die Talstationen mehrerer Bergbahnen des grossen Wintersportgebiets von Grindelwald passiert, nimmt er die Seitenbäche Bustiglengraben, Arvengräbleni und Teiffenbitzengräben auf. Bustiglen ist der oberste Stafel der ausgedehnten Alp Wärgistal, die sich unterhalb der Schutthänge an der Eiger-Nordwand erstreckt. Die in der westlichen Hälfte der hohen Bergwand entstehenden Wildbäche fliessen durch den Tschingelbach und den Langenegggraben zum Wärgistalbach.
Unterhalb von Arvengarten verlässt der Bach auf etwa 1850 m ü. M. das Weidegebiet und erreicht durch die lockere Waldgrenze den grossen Itramenwald, den er in seinem mittleren Abschnitt etwa drei Kilometer weit in nordöstlicher Richtung durchquert. Das tief eingeschnittene Waldtal wird im oberen Teil Fystere Grabe genannt. Auf einer kleinen Stufe im Gelände links neben dem Bach ist eine Moorfläche erhalten geblieben, die vom Kanton Bern als Schutzgebiet «Im Fysteren Graben» ausgewiesen und im Bundesinventar der Hoch- und Übergangsmoore von nationaler Bedeutung als Schutzgebiet «Moor beim Fysteren Graben» verzeichnet ist.
Unter dem Itramenwald fliesst der Wärgistalbach in einem bewaldeten, teilweise in den Felsboden eingetieften Bachgraben unter dem Alpstafel Bidem und zwischen den Grindelwalder Ortsteilen Itramen und Wärgistal in die Flussniederung an der Schwarzen Lütschine hinunter. Die neue Seilbahn Eiger Express überquert den Bach in grosser Höhe. In der Nähe der Talstation «Terminal», unter der Gondelbahn Grindelwald–Männlichen, mündet der Wildbach von links auf der Höhe von 935 m ü. M. und damit rund 1300 Meter tiefer als seine Quelle in die Schwarze Lütschine.
2013 baute die Schwellenkorporation Grindelwald neben dem Unterlauf des Wildbachs Hochwasserschutzdämme.

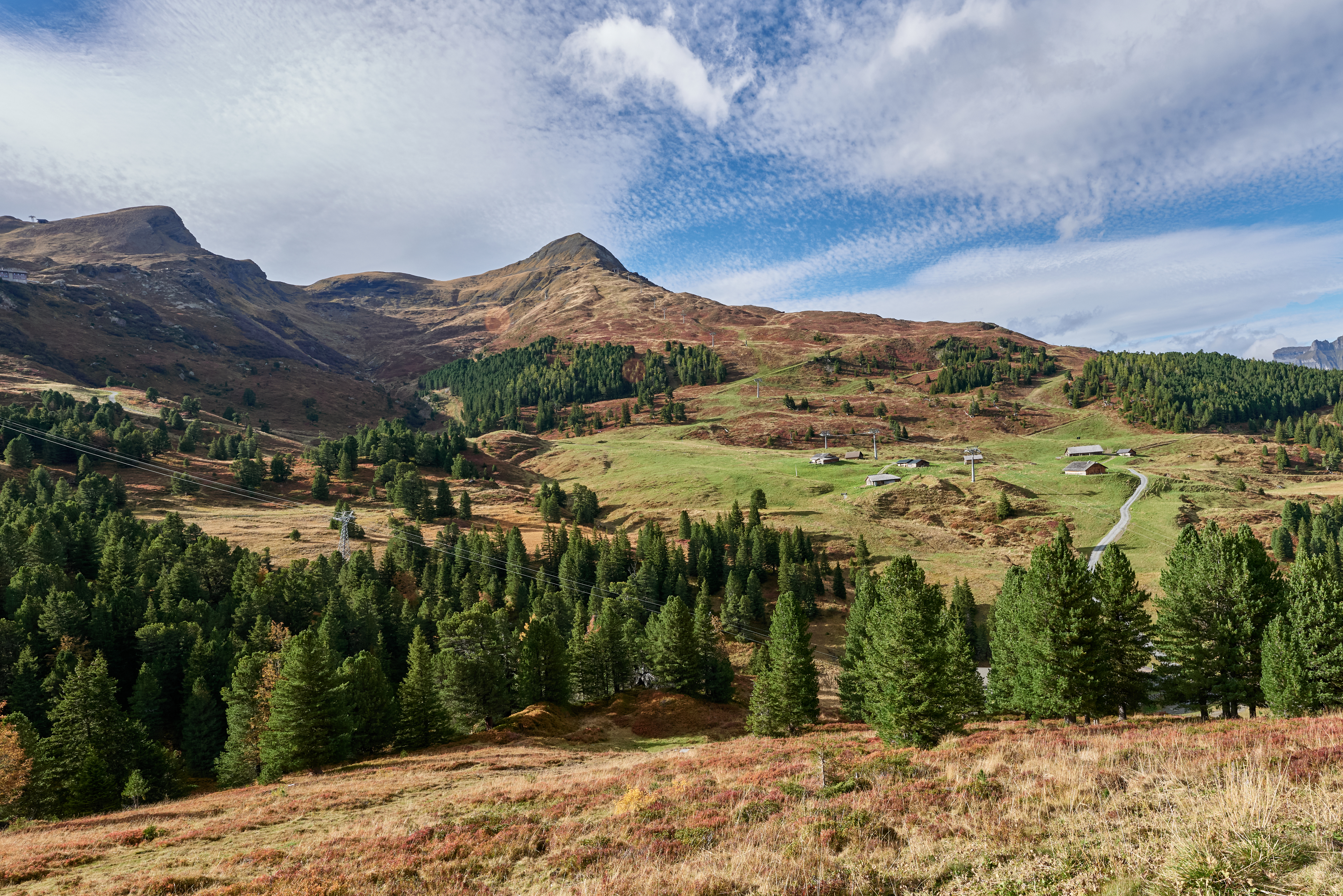
Quellgebiet des Wärgistalbachs
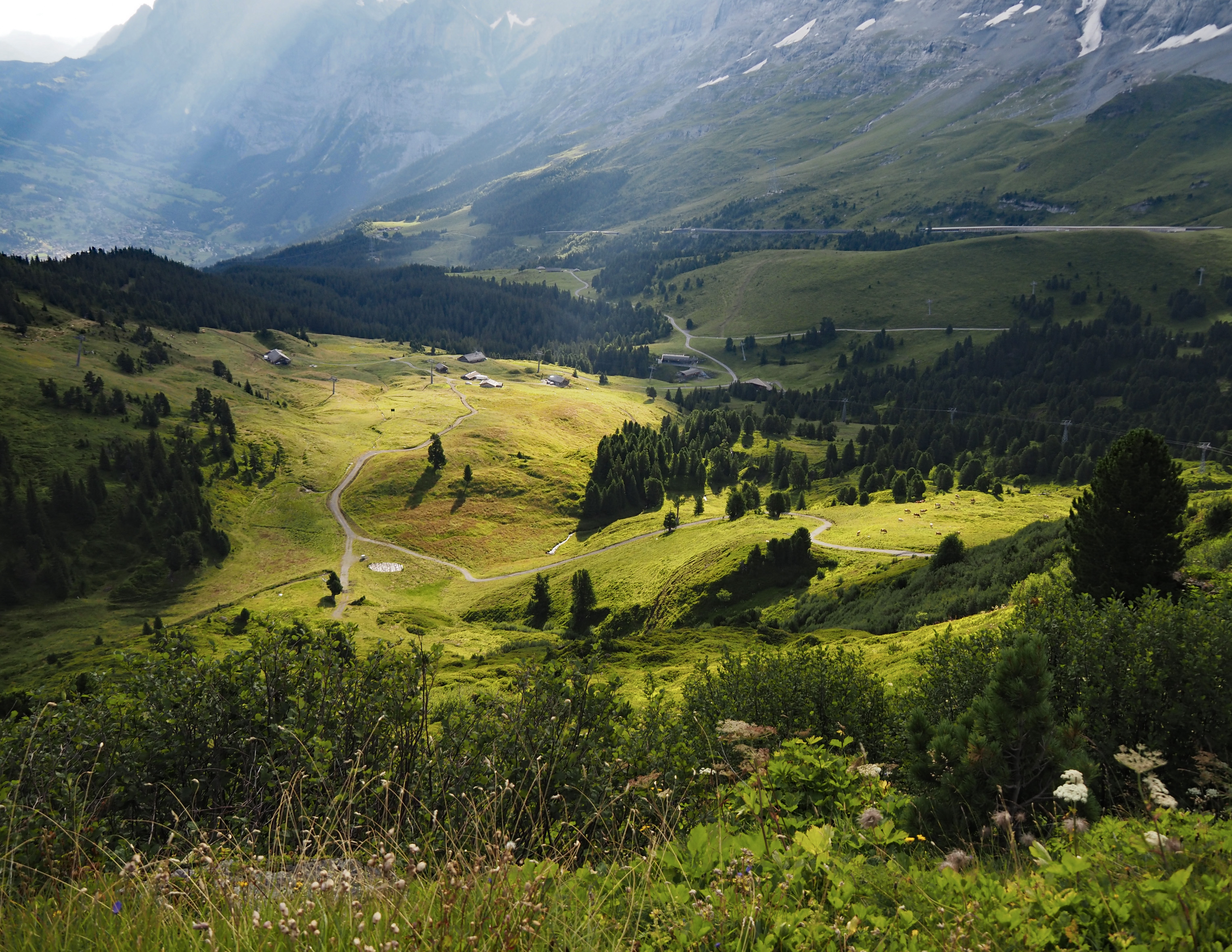
Bustiglen und Arvengarten

### Einzugsgebiet
Das 13,35 km² grosse Einzugsgebiet des Wärgistalbachs liegt in den Berner Alpen und wird durch ihn über die Schwarze Lütschine, die Lütschine, die Aare und den Rhein zur Nordsee entwässert.
Es stösst
- im Norden an jenes des Mälboimgrabens und an die Schwarze Lütschine
- im Osten an jenes des Sandbachs
- im Südosten, jenseits des Eigers, an das vergletscherte Einzugsgebiet der Weissen Lütschine bei Grindelwald
- im Süden an jenes des Trümmelbachs
- und im Westen an das Gebiet der Weissen Lütschine im Lauterbrunnental

Das Einzugsgebiet besteht zu 29,7 % aus bestockter Fläche, zu 43,0 % aus Landwirtschaftsfläche, zu 1,2 % aus Siedlungsfläche und zu 26,1 % aus unproduktiven Flächen.
Die Flächenverteilung
Der höchste Punkt im Einzugsgebiet des Wärgistalbachs ist der Gipfel des Eigers mit 3967 m ü. M., und die mittlere Höhe beträgt 1935,3 m ü. M.

### Zuflüsse
Vom Ursprung zur Mündung:
Fysterengraben
- Schattwaldgraben (rechts), 1,0 km
- Tschingelbach (rechts), 3,2 km, 4,14 km²
- Langeneggraben (rechts), 2,0 km

Wärgistalbach
- Bächelmadgraben (links), 1,4 km, 1,58 km²
- Sumpfengraben (rechts), 1,2 km

## Hydrologie
An der Mündung des Wärgistalbachs in die Schwarze Lütschine beträgt seine modellierte mittlere Abflussmenge (MQ) 690 l/s, und sein Abflussregimetyp ist nivo glaciaire.
Der modellierte monatliche mittlere Abfluss (MQ) des Wärgistalbachs in l/s